# نجاتم بده ۲
نجاتم بده ۲ (کره‌ای: 구해줘 2) یک مجموعه تلویزیونی محصول کره جنوبی سال ۲۰۱۹ با بازی اوم ته گو، چون هو جین، ایسوم و کیم یونگ مین است. این مجموعه دنباله مجموعه تلویزیونی سال ۲۰۱۷، نجاتم بده است. نجاتم بده ۲ از ۸ مه تا ۲۷ ژوئن ۲۰۱۹، روزهای چهارشنبه و پنجشنبه ساعت ۲۳:۰۰ (کی‌اس‌تی)از اوسی‌ان برای ۱۶ قسمت پخش شد.

## بازیگران

### اصلی
- اوم ته گو در نقش کیم مین چول[۳]
- چون هو جین در نقش چوی کیونگ سوک[۳]
- ایسوم در نقش کیم یونگ سون[۳]
- کیم یونگ مین در نقش سونگ چول وو[۳]

### مکمل
- ایم ها ریونگ در نقش پارک دوک هو
- سونگ هیوک در نقش جونگ بیونگ ریول
- هان سون هوا در نقش گو اون آه[۴]
- جو جه یون در نقش شین پیل گو